# Dư Thiếu Quần
Dư Thiếu Quần (1983 -) là một diễn viên, nghệ sĩ sân khấu Trung Quốc, nổi lên sau vai diễn Mai Lan Phương lúc trẻ trong bộ phim điện ảnh "Mai Lan Phương" ("Forever Enthralled") năm 2008.

## Tiểu sử và sự nghiệp

### Đi lên từ sân khấu ca kịch
Với niềm đam mê ca kịch từ nhỏ, Dư Thiếu Quần bắt đầu theo học tại Trường Nghệ thuật Vũ Hán khi mới 14 tuổi bất chấp sự phản đối của gia đình. Tại đây anh học Kinh kịch trong vòng 6 năm, trong quá trình học tập đạt nhiều giải thưởng và thành tích xuất sắc. Năm 2005, Thiếu Quần đóng vai chính cho một sê-ri kinh kịch nhiều tập phát sóng trên kênh CCTV-11, sau đó tổ chức thành công liveshow nghệ thuật của riêng mình, cũng trong năm này anh được giới thiệu vào Nhà hát kịch Thượng Hải như một tài năng đặc biệt. Tại đây Thiếu Quần đã học ca kịch và bắt đầu sự nghiệp biểu diễn ca kịch. Năm 2006, anh rời Nhà hát kịch Thượng Hải và chính thức trở thành diễn viên của đoàn kịch Chiết Giang.

### Vai diễn đầu tiên trong phim điện ảnh "Mai Lan Phương"
Năm 2006, Thiếu Quần tham gia cuộc thi tuyển diễn viên cho phim Tân Hồng Lâu Mộng do đài TVB tổ chức, lọt vào top 5 ứng cử viên cho vai Giả Bảo Ngọc ở khu vực Thượng Hải, giành được nhiều lời khen ngợi từ giám khảo và khán giả. Tuy nhiên, anh đã rút khỏi cuộc thi để tham gia vào dự án phim điện ảnh "Mai Lan Phương" của đạo diễn Trần Khải Ca năm 2007
Thiếu Quần được chọn đóng vai Mai Lan Phương lúc trẻ một cách rất tình cờ. Khi đoàn làm phim đến thành phố Hàng Châu (Chiết Giang) tuyển diễn viên, anh được giao nhiệm vụ đón tiếp một diễn viên trong đoàn. Cốt cách trong sạch, thuần khiết mà vẫn có khí khái của Thiếu Quần ngay lập tức lọt vào mắt xanh của đạo diễn Trần Khải Ca. Sau đó để chuẩn bị cho vai diễn, Thiếu Quần đã theo học kinh kịch từ đệ tử của Mai Lan Phương trong vòng 8 tháng.
Với phim "Mai Lan Phương", Thiếu Quần đã thể hiện rất xuất sắc vai diễn Mai Lan Phương lúc trẻ, có phần làm lu mờ bạn đồng diễn Chương Tử Di và Lê Minh, giành được sự chú ý lớn của dư luận và vô số giải "Diễn viên mới xuất sắc" trong các giải thưởng điện ảnh năm 2008 và 2009, trong đó có giải Giải Kim Mã lần thứ 46, Giải Kim Kê - Bách Hoa lần thứ 18 và Liên hoan phim châu Á lần thứ 3.

### Tiếp tục sự nghiệp sân khấu và điện ảnh
Sau thành công từ phim "Mai Lan Phương", năm 2009, Thiếu Quần tham gia bộ phim truyền hình "Khung thương chi mão", đóng vai thái giám Xuân Nhi - một nghệ sĩ kinh kịch, cận thần của Từ Hy Thái hậu. Đây là vai diễn đầu tiên của anh trên màn ảnh nhỏ và cũng là một vai diễn để lại nhiều ấn tượng cho khán giả truyền hình.
Năm 2011, Thiếu Quần tiếp tục tham gia diễn xuất trong phim điện ảnh "Beginning of the Great Revival" và phim truyền hình "100 Flowers Hidden Deep" - đều có liên quan đến kinh kịch. Trong quá trình quay phim "100 Flowers Hidden Deep", giữa Dư Thiếu Quần và diễn viên gạo cội FengYuanZheng đã hình thành một tình bạn thân thiết dựa trên sự tôn trọng tài năng của nhau. Và vào ngày 15 tháng 2 năm 2011, trong một buổi lễ bái sư, Dư Thiếu Quần đã được sư phụ FengYuanZheng chính thức thu nhận làm đệ tử.
Từ năm 2012 đến nay, Thiếu Quần nhiều lần hợp tác với sư phụ của mình trong vở kịch của Nhà hát quốc gia "风雪夜归人"/"Return On A Snow Night".
Với ngoại hình có nét thích hợp để vào vai các nhân vật thời xưa, Thiếu Quần tiếp tục được mời đóng nhiều phim điện ảnh và truyền hình cổ trang, một số phim tiêu biểu anh đã tham gia như: "Tân Thiếu Lâm Tự" (2011), "Thiến nữ u hồn" (2011), "Cách mạng Tân Hợi" (2011), "Võ Tắc Thiên bí sử" (2011), "Tùy Đường anh hùng" phần 1 và 2 (2012), "Tùy Đường anh hùng" phần 5 (2015).

### Âm nhạc
Thiếu Quần phát hành single đầu tay mang tựa đề "戏梦人生" (tạm dịch: "The Puppet-master") vào năm 2008. Năm 2013 anh phát hành single thứ hai mang tên "闻" (tạm dịch: "Smell") cũng là ca khúc chủ đề trong phim ngắn "闻闻的世界"/"Wen Wen's world" do chính Thiếu Quần thủ vai chính.

## Phim truyền hình
- Phim "Miracle Doctor An Daoquan" (2014)
- Phim "Legend of the Last Emperor" (2014)
- Phim "Qianlong Those Matters" (2013)
- Phim "Heroes of Sui and Tang Dynasties"/ "Tùy Đường anh hùng" (2012) vai Lý Thế Dân
- Phim "Chinese Traditional Magic" (2012)
- Phim "100 Flowers Hidden Deep" (2011)
- Phim "Secret History of Empress Wu"/ "Võ Tắc Thiên bí sử" (2011) vai Vua Lý Trị lúc trẻ
- Phim "The Firmament of the Pleiades"/ "Khung thương chi mão" (2010) vai Xuân Nhi
- phim ''Tuỳ Đường anh hùng phần 5'' (2016) vai Tiết Cương

- Phim "Như Ý truyện" (2018) vai An Cát đại sư

## Phim điện ảnh
- Phim "Fall of Ming" (2013)
- Phim "An End to Killing"/"Tàn chiến" (2013)
- Phim "Love Retake" (2013)
- Phim "The Basement" (2012)
- Phim "Beginning of the Great Revival" (2011)
- Phim "1911"/ "Cách mạng Tân Hợi" (2011) vai Uông Tinh Vệ
- Phim "A Chinese Fairy Tale"/ "Thiến nữ u hồn" (2011) vai Ninh Thái Thần
- Phim "The Man Behind the Courtyard House" (2011)
- Phim "Shaolin"/ "Tân Thiếu Lâm Tự" (2011)
- Phim "Kung Fu Wing Chun"/"Công phu Vịnh Xuân" (2010)
- Phim "Forever Enthralled"/ "Mai Lan Phương" (2008) vai Mai Lan Phương lúc trẻ

## Tác phẩm sân khấu
Vở kịch "风雪夜归人"/"Return On A Snow Night"
- Diễn lần 1 từ ngày 15 - 23/12/2012 tại Nhà hát quốc gia.
- Diễn lần 2 từ ngày 25/04 - 04/05/2013 tại Nhà hát quốc gia.
- Diễn lần 3 từ ngày 23 - 28/01/2014 tại Nhà hát quốc gia.
- Diễn lần 4 từ ngày 09 - 10/05/2014 tại Nhà hát lớn Phúc Kiến (Hạ Môn, Phúc Kiến)